# امدین
امدین روستایی در استان ریفت والی، کنیا می‌باشد.